# 大好物
大好物（だいこうぶつ）は、吉本興業東京本社（東京吉本）で活動していたお笑いコンビ。2005年4月結成。2015年3月31日解散。

## メンバー
須藤 謙太朗（すどう けんたろう、1985年11月14日 - ）
- 東京都出身。身長167cm、体重90〜100kg。血液型B型。
- 趣味：プラモデル、料理、食事。
- コンビ解散後は、芸能界を引退。

なんしぃ（本名：奥村 有紀(おくむら ゆき)、1986年1月14日 - ）
- 埼玉県さいたま市出身。身長158cm、解散前は体重80〜90kgだったが解散後に公称体重60kgで標準体型に痩せている。[1][2]血液型A型。
- 趣味：テナーサックス、お絵かき、暴飲暴食、ショッピング、手芸
- よしもとグラビアエージェンシーの一員。
- コンビ解散後は、俳優として活動。

## エピソード
- 須藤、なんしぃ共に肥満体で、眼鏡と黄色いシャツが特徴。またその体格を生かしてお互いに相撲を取り合う事もある（その取り組みは『中居正広の金曜日のスマイルたちへ』（TBSテレビ）で共演した中居正広曰く「マジで取っている」）。しかし須藤が『アメトーーク!』’（テレビ朝日）で日村勇紀（バナナマン）と取った際には負けている。
- また須藤は乳首にCDを引っかける、臍でペットボトルの蓋を開ける等の体型を生かした宴会芸の様なネタも持っている。
- なんしぃは2010年6月11日に、安藤なつ（ぷち観音・現メイプル超合金）、まぁことの太った女芸人3人でのライブ『盛りガール〜高カロリーナイト〜』（東京都杉並区・阿佐谷ロフト）を行った。
- 2015年3月23日、公式Twitterアカウントにて同月末をもって解散する事を発表[3]。須藤は芸能界を引退し、なんしぃは女優として活動中。

## 主な出演番組

### テレビ
- くるくるドカン〜新しい波を探して〜（フジテレビ、さざ波芸人）
- カワズ君の検索生活（フジテレビ、グルメ急上昇ランキング担当）
- ダウンタウンのガキの使いやあらへんで!!（日本テレビ）
- 『ぷっ』すま（テレビ朝日）
- 天下取ります（あっ!とおどろく放送局）※須藤のみ
- 本番で〜す!（テレビ東京）
- 美味紳助（テレビ朝日）
- インパクト!（フジテレビ）
- さんまのまんま（関西テレビ）
- ハロー!モーニング。（テレビ東京）
- クイズ!紳助くん（朝日放送）※なんしぃのみ
- エンタの天使（日本テレビ） - キャッチコピーは「ほとばしる期待汗」
- オリエンタルラジオのマンガの日（ヤフー、2009年9月11日）

### ドラマ
- ガチバカ!（2006年、TBS系列） - 芥川翔 役（須藤）、漆原麗華 役（なんしぃ・奥村有紀名義）
- 鉄板少女アカネ!! 第4話（2006年11月5日、TBS）
- 特急田中3号（2007年、TBS系列） - 桃山誠太郎 役（須藤）
- お助け屋☆陣八 第11話（2013年、読売テレビ・日本テレビ） - 久保 役（須藤）
- 悪女（わる）働くのがカッコ悪いなんて誰が言った? 第8話（2022年6月1日、日本テレビ）（なんしぃ）

### 映画
- 細菌列島（2009年）監督：村上賢司　※須藤のみ
- はさみ hasami（2010年）監督：光石富士朗　※なんしぃのみ
- 怪奇タクシー（2022年）監督：夏目大一朗） - 安田恵理子 役　※なんしぃのみ[4]